# Gefreiter
 (août 2022).
Si vous disposez d'ouvrages ou d'articles de référence ou si vous connaissez des sites web de qualité traitant du thème abordé ici, merci de compléter l'article en donnant les références utiles à sa vérifiabilité et en les liant à la section « Notes et références ».
Gefreiter est un grade militaire en Allemagne, Suisse et Autriche qui existe depuis le XVIe siècle. C'est généralement le deuxième rang ou grade auquel un soldat, un aviateur ou un marin peut être promu. Dans les codes OTAN des grades du personnel militaire, le rang de gefreiter est habituellement équivalent au niveau « OR-2 ».
En français, il peut se traduire par appointé.

## Étymologie
« Frei » signifiant « libre » en allemand, le Gefreiter est exempt de certains services effectués par les soldats.

## Équivalence des grades

### Armée allemande
Par équivalence du niveau de grade OR-2 de l'OTAN, le gefreiter correspond au grade de soldat de 1ère classe de l'Armée de Terre française.

### Armée suisse
Dans l'Armée suisse, le grade d'appointé est attribué en vertu de l'article 58 de l'« Ordonnance concernant les obligations militaires ».

### Armée russe
Dans l'armée impériale russe le rang de efreïtor (en russe : ефрейтор, russification du terme Gefreiter) est introduit lors des réformes militaires de Pierre le Grand en 1716 comme grade d'infanterie, de cavalerie et du génie, il n'est cependant plus employé après 1722. Réintroduit en 1826 le grade est aboli en 1918 avec tous les grades militaires de l'ancien régime. En 1940 l'Armée rouge utilise de nouveau le grade pour désigner les soldats qui s’étaient démarqués des autres, il pouvaient commander une escouade sous l'ordre d'un sous-officier.
L'ефрейтор fait partie des grades employés par l'armée de la Russie, supérieur au рядовой (soldat du rang) et inférieur au младший сержант (sous-officier).